# 小行星8730
小行星8730  飯豊山（英語：8730 Iidesan）是一颗围绕太阳公转的小行星。1996年11月10日，大国富丸在南阳市发现了此天体，以一座跨越日本山形縣、福島縣和新潟縣三縣交界處飯豐山命名。
这颗小行星的绝对星等为14.1等。